# ガルマー
ガルマーもしくはギャルマー・エンジニアリング（Galmer Engineering）は、アラン・マーテンスによって、1988年11月に設立された米国市場に向けたエンジニアリングサービスファーム。

## 概要
1991年には、空力エンジニアのアンディ・ブラウンも合流し、英国モータースポーツバレーの震源地にあたるビスター(Bicester)で米国市場向けのガルマーG92の設計・製造をする。
マーチ・エンジニアリングの倒産の危機に際して、マーチのトップデザイナーであったマーテンスと、CARTチームのオーナーであるリック・ガレスによって設立された。
同社は、ガレスの所有する、ガレス・レーシング(後のガレスクラコ(Galles-Kraco Racing))に研究開発を提供する施設として設立された (Galmerは、Galles+Mertensに由来する)。
1990年、ガルマーはガレスクラコをPPGインディカー世界選手権のタイトルに導くことに成功し、ガルマーが開発し、マーテンスが設計し、その後わずか6年間で21レースに勝利した。
1991年にガルマーはプロトタイプのインディカーを製造し、翌1992年、ダニー・サリバンはロングビーチでGalmer G92を勝利に導き、アル・アンサーJr.はインディアナポリス500で勝利に導いた。
このプログラムは期待されていたほど成功せず、1993年には中止されたが、Galmer G93の設計は用意されていた。
1993年シーズン終了後、ガレスは会社の株式をパックウェスト・レーシングのブルース・マッコウに売却した。
以降5年間、ガルマーはパックウェスト・チームのR&Dを担当した。
1998年11月、マッコウは彼の持株をプロドライブに売却した。
パックウェスト・レーシングのチーム創設メンバー兼チーフエンジニアのアンディ・ブラウンは、1991年、ガルマーに加わり、アラン・マーテンスの副テクニカルディレクターを務めていた空力系のデザイナーで、1984年から1990年の終わりまでマーチに所属し、最後の3年間は、レースエンジニアとしてレイトンハウス・マーチ・レーシング・チームに所属し、ブラックリーの古いマーチ風洞で、エイドリアン・ニューウェイと仕事をした。

## 戦績
| 年   | シリーズ  | チーム                     | シャシー      | エンジン          | タイヤ | ドライバー         | No. | 1 | 2  | 3 | 4  | 5 | 6  | 7  | 8 | 9 | 10 | 11 | 12 | 13 | 14  | 15 | 16 | 順位 | ポイント |
| ---- | --------- | -------------------------- | ------------- | ----------------- | ------ | ------------------ | --- | - | -- | - | -- | - | -- | -- | - | - | -- | -- | -- | -- | --- | -- | -- | ---- | -------- |
| 1992 | Indy      | ガレス・クラコ・レーシング | ガルマー G92  | シボレー 265A V8t | G      | アル・アンサーJr.  | 3   | 4 | 5  | 4 | 1  | 9 | 3  | 7  | 8 | 7 | 4  | 3  | 2  | 2  | 3   | 11 | 9  | 3rd  | 169      |
| 1992 | Indy      | ガレス・クラコ・レーシング | ガルマー G92  | シボレー 265A V8t | G      | ダニー・サリバン   | 18  | 5 | 12 | 1 | 5  | 5 | 12 | 12 | 9 | 3 | 8  | 20 | 7  | 7  | 8   | 17 | 7  | 7th  | 99       |
| 1993 | Indy CART | バーンズ・レーシング       | ガルマー G92B | シボレー 265A V8t | G      | ドミニク・ドブソン | 66  |   |    |   | 23 |   |    |    |   |   |    |    |    |    |     |    |    | 39th | 0        |
| 1993 | Indy CART | パックウェスト・レーシング | ガルマー G92B | シボレー 265A V8t | G      | ドミニク・ドブソン | 17  |   |    |   |    |   |    |    |   |   |    |    |    | 14 | DNQ |    |    | 39th | 0        |
| 1993 | Indy CART | パックウェスト・レーシング | ガルマー G92B | シボレー 265A V8t | G      | ドミニク・ドブソン | 17  |   |    |   |    |   |    |    |   |   |    |    |    |    |     |    | 18 | 39th | 0        |